# Eptatretus alastairi
Eptatretus alastairi – gatunek bezżuchwowca z rodziny śluzicowatych (Myxinidae).

## Zasięg występowania
Zachodnie wybrzeża Australii.

## Cechy morfologiczne
Osiąga maksymalnie 49,5 cm długości. Posiada 6 par worków skrzelowych. Gruczoły śluzowe: przedskrzelowe – 13–16, na tułowiu – 50–55, na ogonie  11–13, razem 83–88 gruczołów.

## Biologia i ekologia
Żyje na głębokości 380–550 m.